# Молодчий, Александр Игнатьевич
Алекса́ндр Игна́тьевич Моло́дчий (27 июня 1920 года, Луганск, Донецкая губерния, УССР — 9 июня 2002 года, Винница, похоронен в Чернигове, Украина) — советский военный лётчик Авиации дальнего действия в годы Великой Отечественной войны и военачальник, дважды Герой Советского Союза (22.10.1941, 31.12.1942), генерал-лейтенант авиации. 
Один из наиболее результативных лётчиков авиации дальнего действия СССР, совершивший 311 боевых вылетов (в том числе 287 ночных) и первый прижизненный дважды Герой Советского Союза в годы Великой Отечественной войны.

## Биография
Родился 27 июня 1920 года. С 1927 по 1937 годы учился в средней школе № 13 и в аэроклубе города Луганска (с 1935 — Ворошиловград). С 1936 года летал на планёре, а с 1937 года на учебном самолёте У-2, тогда же занимался авиамодельным спортом и добился в нём успехов (стал победителем областных соревнований, выступал на чемпионате Украинской ССР по авиамодельному спорту).
С 1938 года — в Красной Армии. Окончил 11-ю военную школу пилотов ВВС имени Пролетариата Донбасса (Ворошиловград) в 1939 году. Освоил скоростной бомбардировщик «СБ». С сентября 1939 года по август 1940 года — младший лётчик 51-го дальнебомбардировочного авиаполка (Курск). С сентября 1940 года — старший лётчик 100-го дальнебомбардировочного авиаполка (Орёл).

### Великая Отечественная война
Участник Великой Отечественной войны с июня 1941 года. Встретил её командиром звена 100-го ДБАП в Орле, в августе был переведён заместителем командира эскадрильи 420-го дальнебомбардировочного авиаполка особого назначения (Воронеж — Монино). В первый год войны летал на бомбардировщике Ер-2. В августе 1941 года экипаж А. И. Молодчего был отобран для участия в авиабомбовых налётах на столицу Германии город Берлин, но из-за повреждения самолёта участвовать в этой операции ему не довелось.
К октябрю 1941 года выполнил 13 боевых вылетов (в том числе 7 ночных).
22 октября 1941 года Александру Игнатьевичу Молодчему Указом Президиума Верховного Совета СССР присвоено звание Героя Советского Союза.
С января 1942 года — заместитель командира эскадрильи 748-го (бывшего 420-го) авиаполка АДД аэродром Монино. Вскоре освоил современный Ил-4. 26 августа 1942 года экипаж гвардии капитана А. И. Молодчего участвует в налёте на Берлин. К октябрю 1942 года выполнил 145 боевых вылетов, из них 131 в ночное время.
Указом Президиума Верховного Совета СССР «О награждении Героя Советского Союза гвардии капитана Молодчего Александра Игнатьевича второй медалью «Золотая звезда»» от 31 декабря 1942 года за «образцовое выполнение боевых заданий командования на фронте борьбы с германским фашизмом, дающее право на получение звания Героя Советского Союза» награждён второй медалью «Золотая звезда» с постановлением соорудить бронзовый бюст на постаменте и установить его на родине Героя.
С мая 1943 года — командир авиаэскадрильи 2-го гвардейского ДБАП. С июня 1944 года по март 1945 года — инспектор-лётчик по технике пилотирования 1-й гвардейской авиационной Орловской дивизии дальнего действия. С марта 1945 года — инспектор-лётчик по технике пилотирования 1-го гвардейского бомбардировочного авиационного Краснознамённого Смоленского корпуса 18-й воздушной армии.
За годы Великой Отечественной войны ещё дважды представлялся командованием полка и дивизии к званию Героя Советского Союза: 3 ноября 1943 года «за совершение 265 боевых вылетов (из них 241 ночью)» и 14 мая 1944 года «за совершение 274 боевых вылетов (из них 250 ночью)», но был награждён орденом Ленина.
Последний боевой вылет выполнил 25 апреля 1945 года, вновь его целью в этом вылете стал Берлин.
Всего за военные годы совершил 311 боевых вылетов (в том числе 287 ночных) с боевым налётом около 600 тысяч километров, в том числе 190 тысяч километров — над территорией врага. Сбросил 200 тонн авиабомб на военные и промышленные объекты противника. Члены его экипажа сбили 5 истребителей противника.

### Послевоенная биография
После войны продолжал службу в Советской армии, ещё два года служил на той же должности. С 1947 года — заместитель командира 37-го бомбардировочного Краснознамённого Смоленско-Будапештского авиаполка (бывший 2-й гвардейский дальнебомбардировочный авиационный полк), который дислоцировался в Чернигове.
В 1948 году окончил Высшую офицерскую лётно-тактическую школу командиров частей Дальней авиации (город Иваново). С марта 1949 по декабрь 1950 года — командир 121-го гвардейского Севастопольского Краснознамённого бомбардировочного авиаполка Дальней авиации (г. Городня и город Новозыбков). С января 1951 года — заместитель командира 22-й гвардейской тяжёлой бомбардировочной авиационной дивизии Дальней авиации (Бобруйск), с декабря 1951 — командир этой дивизии, а в августе 1953 года был понижен в должности до заместителя командира этой дивизии.
С марта 1955 года — командир 106-й тяжёлой бомбардировочной авиационной дивизии Дальней авиации — первой стратегической авиадивизии в СССР (г. Узин, Киевская область).
В 1958 году был направлен на обучение в Военную академию Генерального штаба Вооружённых Сил СССР, которую окончил в 1959 году. С января 1960 года — первый заместитель командующего 5-й воздушной армией Дальней авиации (управление — город Благовещенск). В марте 1961 года — осуществил взлёт реактивного корабля Ту-16 с грунтовой полосы Благовещенского аэропорта. С апреля 1961 — первый заместитель командира, а уже с мая 1961 года — командир 8-го отдельного Краснознамённого Смоленского тяжёлого бомбардировочного авиационного корпуса Дальней авиации (Благовещенск). В 1963 году осуществил первый взлёт стратегического самолёта 3М с ледового аэродрома в Заполярье с полной боевой нагрузкой.
В марте 1965 года генерал-лейтенант авиации А. И. Молодчий уволен в запас в возрасте 44 лет.
Жил в Луганске. В 1966—1968 годах работал управляющим Луганским областным топливным трестом. С 1968 года жил в Чернигове.
9 июня 2002 года скончался в авиационном госпитале города Винница. Похоронен на кладбище «Яцево» в Чернигове.

## Награды
- Две медали «Золотая Звезда» Героя Советского Союза (№ 546 22.10.1941 и № 6 31.12.1942[8]).

Ордена:
- три ордена Ленина (22.10.1941, 19.08.1944[9], 04.06.1955)
- два ордена Красного Знамени (22.02.1942[10], 22.02.1955)
- орден Александра Невского (13.07.1945)[11];
- орден Отечественной войны 1 степени (11.03.1985)[12];
- орден Красной Звезды (13.07.1945).

Медали:
- медаль «За боевые заслуги» (24.06.1948);
- Медаль «За доблестный труд. В ознаменование столетия со дня рождения В. И. Ленина»;
- медаль «За оборону Москвы»;
- медаль «За оборону Сталинграда»;
- медаль «За оборону Ленинграда»;
- медаль «За победу над Германией в Великой Отечественной войне 1941—1945 гг.»[13];
- медаль «Двадцать лет победы в Великой Отечественной войне 1941—1945 гг.»;
- медаль «Тридцать лет Победы в Великой Отечественной войне 1941—1945 гг.»;
- медаль «Сорок лет Победы в Великой Отечественной войне 1941—1945 гг.»;
- медаль «За взятие Кёнигсберга»;
- медаль «За взятие Берлина»;
- медаль «За безупречную службу» I степени;
- медаль «Ветеран Вооружённых Сил СССР»;
- медаль «30 лет Советской Армии и Флота»;
- медаль «40 лет Вооружённых Сил СССР»;
- медаль «50 лет Вооружённых Сил СССР»;
- медаль «60 лет Вооружённых Сил СССР»;
- медаль «70 лет Вооружённых Сил СССР»;
- медаль «За безупречную службу» I степени;
- медаль Жукова;
- медаль «В память 250-летия Ленинграда»;
- медаль «В память 850-летия Москвы».

Украинские награды:
- «Орден Богдана Хмельницкого» II степени (14.10.1999)[14];
- «Орден Богдана Хмельницкого» III степени (07.05.1995)[15].

Иностранные награды:
- орден «Красного Знамени» (Монголия, 15.04.1943);
- орден Красной Звезды (Венгрия, 4.04.1955);
- Медаль «25 лет освобождения Румынии» (Румыния, 3.11.1969).

Звания и премии:
- Почётный гражданин города Чернигова (1983 год).
- Международная литературная премия имени Николая Гоголя «Триумф» (укр. Міжнародна літературна премія імені Миколи Гоголя «ТРІУМФ»), город Чернигов, май 2011 года за книги «В пылающем небе» и «Самолёты уходят в ночь».

## Воинские звания
- младший лейтенант (22.11.1938)
- старший лейтенант (1.09.1941, внеочередное)
- капитан (18.03.1942)
- майор (25.12.1942)
- подполковник (25.10.1944)
- полковник (9.07.1949)
- генерал-майор авиации (8.08.1955)
- генерал-лейтенант авиации (27.04.1962)[16]

## Сочинения
- Молодчий А. И. В пылающем небе. — Киев: Политиздат Украины, 1973[17].
- Молодчий А. И. Самолёты уходят в ночь. 2-е изд. — Киев: Молодь, 1983[18].
- Молодчий А. И. Самолёт уходит в ночь. 2-е изд. — М.: издательство ДОСААФ, 1988.
- Молодчий А. И., Рогачевский Г. А., Серых С. П. Созвездие героев: Художественно-документальные повести. Лит. запись А. Тарана. — Киев: Днипро, 1988. — ISBN 5-308-00014-X.

## Память
- В 1949 году — на Красной площади Ворошиловграда, в соответствии с Указом Президиума Верховного Совета СССР, установлен бронзовый бюст Дважды Героя Советского Союза А. И. Молодчего.
- 2002 год — одна из улиц Чернигова названа в его честь.
- 2003 год — на могиле установлен памятник, а на доме в котором он жил в 1969—2002 годах мемориальная доска.
- 12 августа 2004 года — открыта мемориальная доска в городе Благовещенск-на-Амуре[19].
- 27 июня 2005 года — установлена мемориальная доска в городе Узин Киевской области.
- 10 марта 2006 года — народный депутат Украины Д. А. Рудковский направил Президенту Украины Ющенко В. А. обращение на присвоение Молодчему А. И. почётного звания Героя Украины (посмертно).
- Его имя носит стратегический ракетоносец Ту-160, базирующийся на аэродроме Энгельс (Россия), а также Ту-22М3, базирующийся в Полтаве, Украина (на данный момент Ту-22М3 выставлен в Музее самолётов ВВС Украины на аэродроме в Полтаве).
- 13 октября 2010 года — Луганский городской совет принял решение о присвоении одной из улиц города имени Александра Молодчего.

- Памятник в Луганске
- Могила в Чернигове
- Именной Ту-22М3 в Музее в Полтаве